# Jair Marinho
Jair Marinho, właśc. Jair Marinho de Oliveira (ur. 17 lipca 1936 w Santo Antônio de Pádua, zm. 7 marca 2020 w Niterói) – piłkarz brazylijski grający na pozycji środkowego obrońcy.

## Kariera klubowa
Jair Marinho karierę piłkarską rozpoczął w 1956 roku we Fluminense FC, w którym grał do 1963 roku. Z Fluminense zdobył mistrzostwo Stanu Rio de Janeiro – Campeonato Carioca w 1959 oraz dwukrotnie Turniej Rio-São Paulo w 1957 i 1960 roku. W 1964 rok przeszedł do Portuguesy São Paulo, skąd przeszedł do Corinthians Paulista, gdzie grał w latach 1965–1967. Rok 1967 spędził w CR Vasco da Gama w którym skończył karierę. W 1970 roku powrócił na krótko na boisko w klubie Campo Grande Rio de Janeiro.

## Kariera reprezentacyjna
3 maja 1961 w Asunción Jair Marinho zadebiutował w reprezentacji Brazylii, w meczu przeciwko reprezentacji Paragwaju. W 1962 Jair Marinho de Oliveira pojechał z reprezentacją Brazylii do Chile na mistrzostwa świata, jednakże nie wystąpił w żadnym meczu. Ostatni raz w reprezentacji Jair Marinho zagrał w 12 maja 1962 w meczu przeciwko reprezentacji Walii w Rio de Janeiro. Łącznie w latach 1961–1962 rozegrał w barwach canarinhos 4 spotkania.